# 小口尚思
小口 尚思（おぐち ひさし、1977年 - ）は日本の編集者、ファッション・デザイナー、実業家、プロデューサー。
元NTT出版編集者。元DLE Inc.海外事業マネージャー。（株）ベルズン・ウィッスル取締役。（株）ヒッコリーズ・ジャパン代表取締役。Toon Boom Animation Inc. 日本支社長。父は美術評論家の谷新。

## 来歴
東京都板橋区出身。東京都立小石川高等学校を卒業。渡米し、ワシントンD.C.のアメリカン大学にて国際関係学を学ぶ。1998年、私立ペンシルベニア大学へ編入し芸術学学士となる。2002年にボストン大学大学院を修了（芸術学修士）。ニューヨークにてアート・コンサルティング会社に就職し、村上隆やオノ・ヨーコなど多くの展覧会企画に携わる。2006年からNTT出版『InterCommunication』編集室では季刊誌の他、メディア論やカルチュラル・スタディーズ系の書籍編集に関わる。
その後アニメスタジオDLE Inc.の海外事業を担当し、アジア諸国への番組販売、作品担当、映画祭出展、米ハズブロ社コンサルティング、仏Ankama社日本代理店契約などに従事。
2008年、アニメ監督さとうけいいちらとアニメ企画開発会社（株）ベルズン・ウィッスルを創業。サンライズ『タイガー&バニー』や米Radical社の『オブリビオン』など企画開発に携わる。バーナビー・ブルックスJr.やカリーナ・ライルの命名者。
2011年から宝島社へ出向し、（株）宝島ワンダーネットのコンテンツ事業部マネージャー兼編集者として、海外市場に向けたノベルズ原作を募集した「ゴールデン・エレファント賞」の立ち上げを推進。大賞『裏閻魔』を編集・出版し初版6万部。米ダークホースコミックス社からアメコミとして4巻と総集編を出版。DNPと電子出版レーベル「文力」を立ち上げ、映像化を狙ったノベルズの編集と出版を行う。担当した『ニワトリ★スター』は作者たなか雄一狼プロデュースにより、実写映画化された。
ファッションビジネスでは、2010年から大学時代の友人とニューヨークで共同で創業したファッション・ブランド「The Hill-Side」の日本側のマーチャンダイジングを統括。デザイナーとしては、デニムやスニーカー、アウターなどカジュアルラインのデザインと益子焼のオリジナル陶器やライフスタイル系の彩貨を担当。ブルックリンに構えたセレクトショップHickorees Hard Goodsでは買い付けを担当。
2016年経済産業省JAPANブランド事業にプロデューサーとして参加。自ら海外市場をターゲットとした日本酒のブランディングと服飾と合わせた新ブランド「Tokuree」を立ち上げる。日本醸造協会とタイアップしてニューヨークの新興の酒蔵に酵母を提供し、現地の酒米を用いて醸造されるアメリカン・サケの立ち上げを支援。
同時期より国内の遊技機メーカーのIP開発事業に参加し、北米市場に向けて、ノベルズとコミックを基礎とする原作の企画を行う。
2019年には、カナダに本社を持つデジタル・アニメーション制作ソフトウェアの開発販売を行うToon Boom Animation Inc.の日本支社長に就任。

## その他の活動
1996年 - 1998年、"Hiroshima Nagasaki Peace Association"のメンバーとなる。
1999年、「DJ DANJOH」としてニューヨークのダンスクラブ「Twilo」にて前座を務める。DubLab Productions 主催ドラムンベースのウイークリーイベント「Liquid Funk」のレジデントDJも務めた。